# Nathaniel Lofthouse
Nathaniel Nat Lofthouse, OBE (27 d'agost de 1925 - 15 de gener de 2011) fou un futbolista anglès de la dècada de 1950.
Fou internacional amb la selecció d'Anglaterra amb la qual participà en la Copa del Món de futbol de 1954. Defensà els colors del Bolton Wanderers FC, on passà tota la seva carrera i posteriorment en fou entrenador.